# George Ngoma Nanitelamio
George Ngoma Nanitelamio (ur. 7 czerwca 1978) – piłkarz kongijski grający na pozycji napastnika.

## Kariera klubowa
W swojej karierze piłkarskiej Ngoma Nanitelamio grał między innymi w Wybrzeżu Kości Słoniowej, w klubie Sabé FC.

## Kariera reprezentacyjna
W reprezentacji Konga Ngoma Nanitelamio zadebiutował 28 listopada 1999 roku w wygranym 2:1 towarzyskim meczu z Togo, rozegranym w Libreville. W 2000 roku był w kadrze na Puchar Narodów Afryki 2000. Na tym turnieju rozegrał jeden mecz, z Tunezją (0:1). Od 1999 do 2000 wystąpił w kadrze narodowej 9 razy i strzelił 4 gole.